# Ella Peddemors
Ella Inez Peddemors (* 6. August 2002 in Enschede) ist eine niederländische Fußballspielerin.

## Karriere

### Vereine
Peddemors begann im Alter von sechs Jahren für den in ihrem Geburtsort ansässigen Mehrspartensportverein Avanti Wilskracht mit dem Fußballspielen. Im Alter von zwölf Jahren gehörte sie dem Christelijke Voetbalvereniging Sparta Enschede an, bevor sie im Jahr 2017 in die Jugendabteilung des FC Twente gelangte und dieser bis ins Jahr 2019 angehörte. Noch als B-Juniorin kam sie für die erste Mannschaft zu ihrem Seniorinnendebüt, als sie in der laufenden Saison 2018/19 in der Eredivisie, der höchsten Spielklasse im niederländischen Frauenfußball, am 16. November 2018 (9. Spieltag) beim 8:0-Sieg im Auswärtsspiel gegen die Frauenfußballabteilung von Achilles ’29 mit Einwechslung für Sisca Folkertsma ab der 69. Minute eingesetzt wurde. In der Folgesaison endgültig dem Erstligakader angehörig, bestritt sie elf Punktspiele, in denen sie auch ihre ersten beiden Tore erzielte; das erste am 29. September 2019 (5. Spieltag) beim 3:3-Unentschieden im Heimspiel gegen AZ Alkmaar mit dem Treffer zum 3:1 in der 32. Minute. In den folgenden fünf Saisonen wechselte die Anzahl ihrer Punktspiele stets von ein- auf zweistellig; am Ende der Saison 2023/24 erzielte sie mit vier Toren in 19 Punktspielen zweimal ihren Bestwert. Mit der Mannschaft gewann sie viermal die Meisterschaft, einmal den nationalen Vereinspokal und dreimal den Supercup. Auf internationaler Vereinsebene bestritt sie während ihrer Vereinszugehörigkeit acht Qualifikationsspiele für die Teilnahme am Wettbewerb der Champions-League. Bei ihrer ersten Teilnahme kam sie in allen vier Spielen der ersten beiden Finalrunden zum Einsatz, darunter die Achtelfinalbegegnung mit dem VfL Wolfsburg. In der Saison 2024/25 wurde sie in allen sechs Spielen der Gruppe B eingesetzt.
Am 28. Juni 2024 wurde ihre Verpflichtung vom Bundesligisten VfL Wolfsburg auf der Website des Vereins öffentlich. Der mit ihrem Verein vereinbarte Leihvertrag bis Ende Juni 2025 endete, wie im Dezember 2024 bekannt wurde, bereits ein halbes Jahr vorher, sodass sich die Spielerin bereits zu Beginn des Jahres 2025 dem VfL Wolfsburg anschließen konnte. Ihr Debüt gab sie am 3. Februar 2025 (13. Spieltag) beim 3:0-Sieg im Heimspiel gegen den FC Carl Zeiss Jena mit Einwechslung für Justine Kielland in der 56. Minute.

### Nationalmannschaft
Bei ihrem Debüt als Nationalspielerin für den KNVB in der U15-Nationalmannschaft erzielte sie am 28. April 2017 in Zaltbommel, beim 6:0-Sieg im Freundschaftsspiel gegen die U16-Nationalmannschaft Irlands mit dem Treffer zum Endstand in der 70. Minute, sogleich ihr erstes Länderspieltor. Ihr zweites Länderspiel wurde am 17. Mai 2017 im Freundschaftsspiel gegen die U15-Nationalmannschaft Deutschlands in Spelle mit 1:2 verloren und ihr drittes am 26. Mai 2017 in Wuustwezel gegen die U15-Nationalmannschaft Belgiens mit 2:0 gewonnen. Vom 15. bis 19. Februar bestritt sie drei, und vom 2. bis zum 8. Juli 2018 vier Länderspiele für die U16-Nationalmannschaft.
Für die Nachwuchsnationalmannschaft der Altersklasse U17 kam sie das erste Mal bereits am 28. Februar 2018 im Freundschaftsspiel gegen die Nationalmannschaft Schwedens in Veen in der Gemeinde Altena beim 4:2-Sieg mit Einwechslung für Jaimy Ravensbergen in der 60. Minute zum Einsatz. Anschließend wurde sie in drei EM-Qualifikationsspielen in der Eliterunde eingesetzt (2:0 vs. Rumänien und Portugal am 23. und 26., 4:2 vs. Belgien am 29. März 2018).
Für die im selben Jahr in Litauen vorgesehene Europameisterschaft mit ihrer Mannschaft qualifiziert, kam sie lediglich im ersten Spiel der Gruppe A beim 9:0-Sieg über die U17-Nationalmannschaft Litauens als Einwechselspielerin für Chasity Grant in der 57. Minute zum Einsatz und schied mit ihrer Mannschaft Gruppendritter aus dem Turnier aus.
Für die vom 5. bis 19. Mai 2019 in Bulgarien angestrebte Teilnahme an der Europameisterschaft wurde sie zuvor in jeweils drei EM-Qualifikationsspielen der 1. und Eliterunde eingesetzt und erzielte im ersten Spiel der Gruppe 11 beim 16:0-Sieg über die U17-Nationalmannschaft Georgiens am 17. Oktober 2018 mit dem Treffer zum 9:0 in der 60. Minute ihr erstes Länderspieltor. Zwischen den Spielen der 1. und Eliterunde bestritt sie mit ihrer Mannschaft zwei Freundschaftsspiele (2:0 vs. Deutschland am 12. Dezember 2018, 3:1 vs. Belgien am 6. Februar 2019). Mit ihrer Mannschaft für die EM-Endrunde qualifiziert, kam sie in allen fünf Turnierspielen, einschließlich des mit 2:3 im Elfmeterschießen verlorenen Finales gegen die U17-Nationalmannschaft Deutschlands am 17. Mai in Albena zum Einsatz.
Mit der U18-Nationalmannschaft nahm sie an einem Vier-Nationen-Turnier teil und kam in diesem in allen drei Begegnungen zum Einsatz (5:1 vs. Norwegen, 2:0 vs. China, 2:1 vs. USA).
Für die U19-Nationalmannschaft debütierte sie am 18. Januar 2019 im freundschaftlichen Vergleich mit der U19-Nationalmannschaft Norwegens, die in Vila Real de Santo António mit 2:0 bezwungen wurde; sie wurde zur zweiten Spielzeit für Chasity Grant eingewechselt. Zwei Tage später an selber Spielstätte, beim 1:0-Sieg über die U19-Nationalmannschaft Englands, wurde sie ebenfalls berücksichtigt. Am 28. August und 1. September 2019 war sie für ihre Mannschaft in zwei Freundschaftsspielen aktiv; in Wuustwezel wurde die U19-Nationalmannschaft Belgiens mit 5:2 und in Venray die U19-Nationalmannschaft Dänemarks mit 1:0 bezwungen. Anschließend wurde sie im Oktober 2019 in drei EM-Qualifikationsspielen eingesetzt und erzielte am 8. Oktober in ’s-Gravenzande beim 6:0-Sieg über die U19-Nationalmannschaft Irlands mit dem Treffer zum Endstand in der 84. Minute ihr erstes Länderspieltor in dieser Altersklasse. Am 6. und 10. November 2019 gehörte sie der Mannschaft an, die mit 7:0 und 2:1 über die U19-Nationalmannschaften Englands und Norwegens siegte; gegen die Norwegerinnen erzielte sie das vorentscheidende 2:0 in der 68. Minute. Zu Beginn des Spieljahres 2020 hielt sich ihre Mannschaft in La Manga del Mar Menor auf und bestritt drei Länderspiele, in denen sie berücksichtigt wurde und im letzten mit der 1:0-Führung in der fünften Minute ein Tor erzielte (2:1 vs. Dänemark am 4., 1:2 vs. USA am 6., 5:2 vs. Polen am 9. März).
Für die U20-Nationalmannschaft bestritt sie fünf Länderspiele. Drei davon im Juni 2020 im Turnier um den Sud Ladies Cup in Vorbereitung auf die anstehende Weltmeisterschaft in Costa Rica, beginnend mit der 0:1-Niederlage gegen die U20-Nationalmannschaft Mexikos. Am 29. Juli 2022 war sie mit ihrer Mannschaft in Meppen der U20-Nationalmannschaft Deutschlands in einem weiteren WM-Vorbereitungsspiel mit 0:1 unterlegen, wie auch am 11. August 2022 der U20-Nationalmannschaft Japans im ersten Spiel der WM-Gruppe D.
Nachdem sie für die U23-Nationalmannschaft bereits am 8. und 11. April 2022 in San Pedro del Pinatar in zwei Freundschaftsspielen gegen die U23-Nationalmannschaft Englands (0:0, 0:3) und am 10. und 14. November 2022 in dieser Altersklasse zum Einsatz gekommen war, wurde sie in dieser auch im Spieljahr 2024 in fünf weiteren Länderspielen berücksichtigt.

## Erfolge
Nationalmannschaft
- Finalist U17-Europameisterschaft 2019

FC Twente Enschede
- Niederländischer Meister 2019, 2021, 2022, 2024
- Niederländischer Pokal-Sieger 2023
- Niederländischer Supercup-Sieger 2022, 2023, 2024